# 銀色

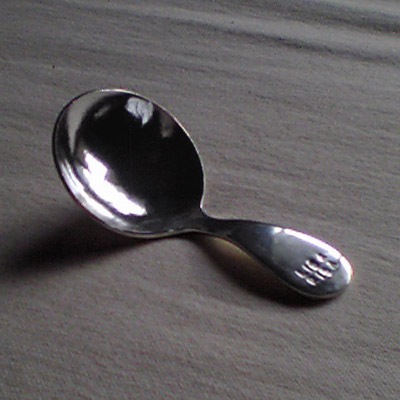
銀のスプーン

銀色（ぎんいろ、しろがねいろ）・白銀色（しろがねいろ）は、白色ないし明るい灰色で金属光沢を持つ、物体表面の光学的状態である。英語ではシルバー (silver)。
色としては白や灰色だが、金属光沢、つまり、強い指向性を持つことで銀色となる。ただし、完全な指向性を持てばそれは鏡面となる。
色だけの性質ではないので、色空間や表色系だけで完全に表すことはできないが、(インターネット上で装飾付きの文章を表示するのに用いられる) HTMLで用いられるウェブカラーにおいて"silver"は#C0C0C0として定義されており、これは明るい灰色である。一方、実際の金属銀の可視光線反射率は98%で、太陽光や蛍光灯などを当てればほぼ白を呈する。JIS慣用色名としても定義されている。右図では、金属光沢をグラデーションでイメージしている。
近似色は白および灰色である。

## 物質色としての銀色
金や銅を除いた多くの金属が銀色を呈す。金属はプラズモン振動数より高周波数の光を吸収し、低周波数の光を反射するが、銀色の金属では、プラズモン周波数が紫外線帯にあり、全ての可視光が反射するためである。
ただし、鉄などは表面が容易に錆びて色が変化するので、貴金属で錆びにくい銀の名が付いている。周期表で銀に近い、白金など白金族の元素も、錆びずに銀色を呈す。
アルミニウムやクロムなどの金属の色も銀色と呼ばれるが、これらの金属の反射率は銀には劣り青白色または灰白色を帯びる。このほか、金属の色としては銀白色や銀灰色と呼ばれるものもある。
金属的な光沢は構造色でも生み出せるので、白色の構造色は銀色を呈する。構造色は本来は原理的に狭いスペクトルしか持てないが、角度によって反射する波長が変わるため、さまざまな向きの構造色材料が均一に混ざった素材は、さまざまな波長の光が混ざって白色となる。

### 金属としての銀の特性と利用
金属としての銀は古代エジプト・中国で既にミイラの保存用として用いられていたことが知られているほか、人類史において水・食物の腐敗防止などの用途を期待した抗菌剤として利用してきた歴史があり、また治療薬・装飾材・貨幣・水処理材としても利用されてきた。
2005年現在においてもさまざまな分野で抗菌素材としての利用があり、また他の同様の抗菌性を持つ重金属よりもヒトに対しての毒性が低く、有効性が長期間持続することにより多くの洗剤・漂白剤・家電製品などの製品で採用されているが、コスト的には不利となることから、銀イオンを利用した銀担持無機系抗菌剤が開発され低コスト化している。